# CAVIN4
CAVIN4 (англ. Caveolae associated protein 4) – білок, який кодується однойменним геном, розташованим у людей на 9-й хромосомі. Довжина поліпептидного ланцюга білка становить 364 амінокислот, а молекулярна маса — 41 899.
| 10         |  | 20         |  | 30         |  | 40         |  | 50         |
| ---------- |  | ---------- |  | ---------- |  | ---------- |  | ---------- |
| MEHNGSASNA |  | DKIHQNRLSS |  | VTEDEDQDAA |  | LTIVTVLDKV |  | ASIVDSVQAS |
| QKRIEERHRE |  | MENAIKSVQI |  | DLLKLSQSHS |  | NTGHIINKLF |  | EKTRKVSAHI |
| KDVKARVEKQ |  | QIHVKKVEVK |  | QEEIMKKNKF |  | RVVIFQEKFR |  | CPTSLSVVKD |
| RNLTENQEED |  | DDDIFDPPVD |  | LSSDEEYYVE |  | ESRSARLRKS |  | GKEHIDNIKK |
| AFSKENMQKT |  | RQNLDKKVNR |  | IRTRIVTPER |  | RERLRQSGER |  | LRQSGERLRQ |
| SGERFKKSIS |  | NAAPSKEAFK |  | MRSLRKGKDR |  | TVAEGEECAR |  | EMGVDIIARS |
| ESLGPISELY |  | SDELSEPEHE |  | AARPVYPPHE |  | GREIPTPEPL |  | KVTFKSQVKV |
| EDDESLLLDL |  | KHSS       |  |            |  |            |  |            |

A: Аланін

C: Цистеїн

D: Аспарагінова кислота

E: Глутамінова кислота

F: Фенілаланін

G: Гліцин

H: Гістидин

I: Ізолейцин

K: Лізин

L: Лейцин

M: Метіонін

N: Аспарагін

P: Пролін

Q: Глутамін

R: Аргінін

S: Серин

T: Треонін

V: Валін

Кодований геном білок за функціями належить до активаторів, білків розвитку, фосфопротеїнів. 
Задіяний у таких біологічних процесах, як транскрипція, регуляція транскрипції, диференціація клітин, міогенез. 
Локалізований у клітинній мембрані, цитоплазмі, мембрані.